# Gertzlaff Hertzberg
Gertzlaff von Hertzberg (Lottin, 01/12/1880 – Neustettin, ¿/03/1945) fue un famoso abogado, administrador gubernamental y político prusiano del primer tercio del siglo XX, que perteneció al movimiento Völkisch, siendo simpatizante del nacionalsocialismo alemán en sus inicios.

## Orígenes y familia
Nació en una antigua familia noble prusiana de la Pomerania, siendo el tercero de seis hijos y seis hijas del político prusiano, maestro de caballería y paisajista Ernst Caspar Wilhelm von Hertzberg-Lottin (1852-1920), y de Eva von Busse (1856-1933). 
Su padre era el propietario de Lottin (Lotyń en polaco), Hohbüch y Babylon, todos en el distrito de Neustettin (Szczecinek en polaco), actualmente en Polonia.

## Estudios de Derecho y trabajos como administrativo
Estudió derecho y administración en la Universidad de Lausana (Suiza), en la Universidad Georg-August de Gotinga y en la Universidad de Greifswald.
Desde 1898 hasta 1900 fue miembro activo (Göttinger Sachsen) del sindicato de estudiantes “Corps Saxonia Góttingen” de la Universidad Georg-August. En 1901 aprobó el examen de aprendiz de jurista, pasando a trabajar como abogado en prácticas en el Tribunal de Tempelburg del distrito de Köslin (actualmente Koszalin, Polonia).
En 1905 ingresa como funcionario del Reino de Prusia, siendo nombrado tres años más tarde Asesor del gobierno de Prusia como Administrador del distrito de Ham, cargo que desempeñará hasta 1910. Más tarde, y hasta 1912 trabaja para el gobierno de Merseburgo, y hasta 1913 como Administrador en su tierra natal, en el distrito de Neustettin.
En 1914, cuando tenía 34 años, se incorpora al Ejército y participa en la Primera Guerra Mundial. En 1916, cuando es capitán de un regimiento de infantería, cae gravemente herido, concediéndosele la Cruz de Hierro de 2º y, más tarde, la de 1ª Clase. Acto seguido pasa a ser Jefe de Distrito (Kreishauptmann) o “Gobernador” de Volkovysk, en la Polonia ocupada durante la guerra (actualmente Vawkavysk, Bielorrusia), cargo que ocupa poco tiempo, pues en ese mismo año, 1916, vuelve de nuevo como Administrador del distrito de Neustettin.
Su más famosa actuación como Administrador fue el rechazo del gobierno provisional de  Maximiliano de Baden por considerarlo inconstitucional, oponiéndose más tarde al cumplimiento de las ordenanzas impuestas por el gobierno revolucionario de noviembre de 1918 que condujo a la caída del Kaiserreich alemán. Esto generó que se le apartara de su cargo de Administrador hasta mayo de 1919.
Más tarde fue miembro y vicepresidente de una asociación de empresas lácteas del norte de Alemania (Verkaufsverbandes Norddeutscher Molkereien eGmbH) y miembro de Comité General de la Asociación de Cooperativas Agrícolas Alemanas del Reich (Reichsverbandes deutscher landwirtschaftlicher Genossenschaften).

## Movimiento Völkisch
A través del patrocinador y presidente de la Liga Pangermana (Alldeutscher Verband, ADV) en Pomerania, Heinrich Claß (1868-1953), que era amigo íntimo del padre de Gertzlaff, entró en contacto con el movimiento Völkisch, donde pronto llegó a ser un miembro cercano del propio presidente. Se trataba de una asociación de marcado carácter expansionista, colonialista, imperialista, pangermánica, militarista y nacionalista, siendo a veces incluso racista y antisemita, que se extinguiría en 1939. A partir de aquí, desde finales del verano de 1919, participa activamente en la Liga ADV, viajando junto a Leopold von Vieti-nghoff-Scheel (1867-1946), general del ejército y jefe ejecutivo de la Liga ADV, a los Estados Bálticos para apoyar a los Freikorps locales. Fue fundador del Periódico Alemán (Deutschen Zeitung) perteneciente a la Liga, y vicepresidente del Consejo de Supervisión de una editorial llamada Neudeutsche Verlags- und Treuhand-Gesellschaft, que editaba el mencionado periódico.
A principios de 1920, junto a su padre y hermano Rüdiger, coordina una iniciativa apoyada por 127 miembros de la nobleza de Pomerania, iniciativa que vendría a decir que los “judíos dominaban la región”, y que había que “limpiar la nobleza de sangre judía”. Para ello, se proponía no aceptar miembros en la nobleza con más de 1/8 de sangre judía. Además de siete miembros de la familia Hertzberg, otros 120 miembros de la nobleza de Pomerania firmaron el manifiesto, como los Arnim, Blücher, Heydebreck, Kleist o Puttkamer. Un mes más tarde, Gertzlaff von Hertzberg publicó un artículo titulado “Bolchevismo a la Puertas” en el Völkischer Beobachter, (periódico traducido como “El Observador Popular”, que más adelante sería adquirido por el NSDAP en diciembre de 1920, convirtiéndose en su órgano periodístico hasta finales de la Segunda Guerra Mundial). En dicho artículo presentó una perspectiva de las terribles consecuencias que originaría para Alemania la invasión rusa de Polonia.
A finales de abril de 1920, Hertzberg es nombrado presidente ejecutivo de la Federación Nacionalista Alemana de Protección y Defensa (Deutschvölkischer Schutz- und Trutzbund, DVSTB), que era de ideología claramente nacionalista y antisemita. Más tarde, en 1921, esta federación entró en dificultades financieras y, aún el propio Hertzberg puso a su disposición fondos de la Liga Pangermana ADV, e intentó recaudar fondos en la zona industrial de Renania-Westfalia, no fue suficiente.
A pesar el cargo que ocupaba, su actividad como presidente de la Federación DVSTB fue poco fructífera, al menos desde principios de octubre de 1920. Desde un principio, miembros importantes de la Federación DVSTB se oponía a los intentos de influencia de la Liga Pangermana ADV sobre ellos, por lo que las rivalidades internas, tanto personales como entre ambas organizaciones, no tardaron en aparecer. Todo ello, junto al asesinato de Walter Rathenaus (24/06/1922) por parte de terroristas ultranacionalistas alemanes, hizo que la Federación DVSTB se disolviese y, más tarde, se declarase ilegal al amparo de las leyes de protección de la República de Weimar.
Junto a Alfred Roth (1879-1948), quien fuese gerente General de la Federación DVSTB, fundó en 1923 la Federación Alemana de Liberación (Deutscher Befreiungs-Bund) como organización sustituta de la anterior. Hertzberg fue nombrado jefe único. No obstante, poco después Alfred Roth fundó su propia organización, aglomerando a otras, llamada Asociaciones Patrióticas Unidas de Alemania (Vereinigte Vaterländische Verbände Deutschlands, VVVD), rechazando la subordinación o cooperación con la anterior, lo que obligó a Hertzberg a dejarlo todo en manos de Alfred Roth, aún siguió intentando incorporar dichas asociaciones a la Liga Pangermana ADV. Finalmente, se centró únicamente en la Liga ADV, siendo nombrado Vicepresidente en 1929 hasta su disolución en 1939.
No obstante, algunos autores indican que en 1924, Hertzberg incitó a las asociaciones patrióticas locales todavía existente a adherirse al NSDAP, aspecto que otros investigadores rechazan, basándose en el hecho de que el socio de Hertzberg en la Liga ADV,  Konstantin von Gebsattel, nunca fue un seguidor convencido de los nazis.
Hertzberg dio la bienvenida a la llegada de la NSDAP al poder, sobre todo a las medidas antisemitas tomadas por estos, aspecto que dejó claro en un artículo que publicó en diciembre de 1933 en el periódico “Los Papeles Pangermanos” (Alldeutsche Blätter).

## Últimos años de su vida
Desde que deja la Liga Pangermana ADV por su disolución en 1939 hasta su boda en 1944 y, un año más tarde su fallecimiento, no se le conoce actividad alguna.
Neustettin (actualmente Szczecinek) fue tomada por los soviéticos en 27-28 de febrero de 1945 por unidades de las 32ª División de Caballería de la Guardia de Smolensk al mando del general Ivan Kalużny (1902-1979), después de un día de fuertes combates, ya que la ciudad estaba bien atrincherada y defendida por miembros de la 33ª División de Gra-naderos SS Voluntarios “Charlemagne” y otras tropas no profesionales. Durante la toma de la ciudad o unos días después, no se sabe cómo, el matrimonio Hertzberg muere cuando él apenas tenía 65 años de edad.
Su libro titulado “Auf dem Landwege zu Deutschlands Wiederaufbau”, que trata de la reconstrucción de Alemania, publicado en 1920 en Dresde, fue prohibido en 1948 por las nuevas autoridades comunistas.